# Rate Bowl 2024
Match précédent Match suivant
Le Rate Bowl 2024 est un match de football américain de niveau universitaire joué après la saison régulière de 2024, le 26 décembre 2024 au Chase Field situé à Phoenix dans l'État de l'Arizona aux États-Unis. 
Il s'agit de la 35e édition du Rate Bowl.
Le match met en présence l'équipe des Scarlet Knights de Rutgers issue de la Big Ten Conference et l'équipe des Wildcats de Kansas State issue de la Big 12 Conference.
Il débute vers 15 h 30 locales (23 h 30 en France) et est retransmis à la télévision par ESPN.
Sponsorisé par la société Rate (en) (anciennement Guaranteed Rate), le match est officiellement dénommé le 2024 Rate Bowl. 
Kansas State remporte le match sur le score de 44 à 41.

## Présentation du match
Il s'agit de la 2e rencontre entre les deux équipes :
| Saison | Date             | Vainqueur | Score   | Compétition |
| ------ | ---------------- | --------- | ------- | ----------- |
| 2006   | 28 décembre 2006 | Rutgers   | 37 - 10 | Texas Bowl  |

| Équipes                      | Logos | Couleurs | Conférences | Entraîneurs                    | Stats. saison rég. | Classements avant le bowl | Classements avant le bowl | Classements avant le bowl |
| ---------------------------- | ----- | -------- | ----------- | ------------------------------ | ------------------ | ------------------------- | ------------------------- | ------------------------- |
| Équipes                      | Logos | Couleurs | Conférences | Entraîneurs                    | Stats. saison rég. | CFP                       | AP                        | Coaches                   |
| Scarlet Knights de Rutgers   |       |          | Big 10      | Greg Schiano (en) (16e saison) | 7 - 5              | NC                        | NC                        | NC                        |
| Wildcats de Kansas State     |       |          | Big 12      | Chris Klieman (en) (6e saison) | 8 - 4              | NC                        | NC                        | NC                        |
| - Arbitre : Nate Black (ACC) |       |          |             |                                |                    |                           |                           |                           |

### Scarlet Knights de Rutgers
Rutgers termine la saison régulière avec un bilan de 7 victoires et 5 défaites (4-5 en matchs de conférence), avec une défaite 31 à 38 contre #25 Illinois, seule équipe classée dans le Top 25 de l'AP que les Scarlet Knights ont rencontré.
Ils terminent la saison régulière 
À l'issue de la saison 2024 (bowl non compris), ils sont classés 9e de la Big Ten Conference et n'apparaissent pas dans les classements CFP, AP et Coaches.
Il s'agit de leur 2e participation au Rate Bowl et le 13e bowl de leur histoire :
| Saison | Dénomination | Date             | Vainqueur     | Score   | Finaliste | Bilan   |
| ------ | ------------ | ---------------- | ------------- | ------- | --------- | ------- |
| 2005   | Insight Bowl | 27 décembre 2005 | Arizona State | 45 - 40 | Rutgers   | D : 0-1 |

### Wildcats de Kansas State
Kansas State  termine la saison régulière avec un bilan de 8 victoires et 4 défaites (5-4 en matchs de conférence). Ils ont rencontré 3 équipes classées dans le Top 25 de l'AP, avec deux victoires (31 à 7 contre #20 Arizona et 42 à 20 contre #20 Oklahoma State) et une défaite  (21 à 19 contre #18 Iowa State).
À l'issue de la saison 2024 (bowl non compris), ils sont  classés 8e de la Big 12 Conference et n'apparaissent pas dans les classements CFP, AP et Coaches.
Il s'agit de leur 5e participation au Rate Bowl et le 26e bowl de leur histoire :
| Saison | Dénomination            | Date             | Vainqueur        | Score   | Finaliste    | Bilan   |
| ------ | ----------------------- | ---------------- | ---------------- | ------- | ------------ | ------- |
| 1993   | Copper Bowl             | 29 décembre 1993 | #20 Kansas State | 52 - 17 | Wyoming      | V : 1-0 |
| 2001   | Insight.com Bowl        | 29 décembre 2001 | #18 Syracuse     | 26 - 03 | Kansas State | D : 1-1 |
| 2013   | Buffalo Wild Wings Bowl | 28 décembre 2013 | Kansas State     | 31 - 14 | Michigan     | V : 2-1 |
| 2017   | Cactus Bowl             | 26 décembre 2017 | Kansas State     | 37 - 17 | UCLA         | V : 3-1 |